# Басовка (Сумский район)
Басо́вка (укр. Басівка) — село в Сумском районе Сумской области Украины. Входило в Басовский сельский совет.
Код КОАТУУ — 5924780701. Население по переписи 2001 года составляло 647 человек. По состоянию на 8 марта 2025 в селе оставалось 2 человека.
Является административным центром Басовского сельского совета, в который, кроме того, входят сёла Локня и Новенькое.

## Географическое положение
Село Басовка находится на берегу реки Локня, выше по течению на расстоянии в 2 км расположено село Локня, ниже по течению на расстоянии в 2 км расположено село Новенькое. В 2,5 км от села проходит граница с Россией. Рядом проходит автомобильная дорога Н-07.

## История
Село Басовка впервые в исторических документах упоминается в 1662 году.
30 января 1753 года вдова бунчукового товарища Ивана Семеновича Лизогуба, Екатерина Михайловна, урождённая Кондратьева продала село Локню вместе с деревней Басовкою и хуторами за 5000 рублей царскому духовнику, протопресвитеру Феодору Яковлевичу Дубянскому.
С 1760 по 1770 год вблизи села действовал отряд повстанцев, которым руководил Кулик.
Согласно описанию Харьковского наместничества 1779 г., село принадлежало помещикам Дубянским. В нём проживало 510 душ подданных и 8 свободных крестьян (мужского пола). Потом до отмены крепостного права селом владел Василий Васильевич Зиновьев, правнук Фёдора Дубянского.
Во время зимнего рейда 1920—1921 гг. Украинской повстанческой крестьянской армии под предводительством Нестора Махно, 20 января 1921 года вблизи басовского кладбища состоялся ожесточенный бой между конниками повстанцев и советского «летучего корпуса» Нестеровича.
12 июня 2020 года, в соответствии с распоряжением Кабинета Министров Украины № 723-р «Об определении административных центров и утверждении территорий территориальных общин Сумской области», село вошло в состав Юнаковской сельской общины
19 июля 2020 года, в результате административно-территориальной реформы и ликвидации Сумского района (1923—2020), вошло в состав новообразованного Сумского района.
23 февраля 2023 года решением № 4 Юнаковского сельского совета «о переименовании улиц и переулка в населенных пунктах Юнаковской сельской территориальной общины» решено переименовать улицы села без изменения нумерации зданий, соответственно с улицы Снагощенко на улицу Слободы; с улицы Тесленко на улицу Холодная Гора; с улицы Первомайской на улицу Майскую; с улицы 40 лет Победы на улицу Победы.
9 апреля 2025 года, село оккупировали ВС РФ.

## Церковь
Уникальная Басовская церковь Казанской иконы Божией Матери была построена в течение 1906—1912 гг. на средства местных прихожан в память об односельчанах, погибших на Дальнем Востоке во время русско-японской войны 1904—1905 годов, внутренний интерьер был украшен фресками, посвященными памяти басовцев, павших в Порт-Артуре, в Маньчжурии, на кораблях 1-й, 2-й и 3-й Тихоокеанских эскадр. Строительные работы координировал священник Георгий Стуканев.
В 1930 году церковь была закрыта советскими властями и впоследствии использовалась как сельский клуб. На время немецкой оккупации в годы Великой Отечественной войны богослужение в храме было возобновлено. С 1960-х годов церковное сооружение использовалось как склад.
В настоящие время отсутствует колокольня, учитывая безнадзорность, в Казанской церкви разрушена крыша и перекрытия, однако купол остался целым. Богослужения не проводятся, помещение полуразрушено. Уникальные фрески гибнут буквально на глазах.

## Экономика
- ЗАО «Искра».

## Объекты социальной сферы
- Школа;
- Футбольное поле;
- Почтовое отделение;
- Магазин.

## Известные люди
- Снагощенко Василий Гаврилович (1912—1940) — Герой Советского Союза, родился в селе Басовка. Участник польского похода Красной Армии. Во время Зимней войны, политрук роты 27-го стрелкового полка, 12 февраля 1940 в бою за высоту «Каска» был ранен, но не покинул поле боя. Рота овладела высотой. 13 февраля 1940 при отражении очередной контратаки врага погиб.
- Тесленко Павел Агеевич (1908—1945) — Герой Советского Союза, родился в селе Басовка. В Красной Армии с марта 1943. Участник Великой Отечественной войны с марта 1943. Сражался на Воронежском и 1-м Украинском фронтах. Пулемётчик 5-й стрелковой роты 842-го стрелкового полка младший сержант Павел Тесленко в ночь на 27 сентября 1943 года в числе первых преодолел Днепр в районе села Лютеж Вышгородского района Киевской области Украины, отличился в боях по расширению плацдарма.

Указом Президиума Верховного Совета СССР от 13 ноября 1943 за мужество и отвагу, проявленные при форсировании Днепра и удержании плацдарма на его правом берегу, младшему сержанту Тесленко Павлу Агеевичу присвоено звание Героя Советского Союза. Погиб 12 февраля 1945 в Восточной Пруссии у деревни Тальбах (ныне Блудыни, гмина Орнета, Лидзбаркский повят, Варминьско-Мазурское воеводство, Польша) северо-восточнее город Вормдитт. Похоронен на кладбище деревни Блудыни.
- Коптилов Григорий Александрович (1917—2000) — Герой Советского Союза, жил в селе Басовка. В 1938 Коптилов был призван на службу в Рабоче-крестьянскую Красную Армию. С 1941 — на фронтах Великой Отечественной войны. В начале войны попал в плен, но бежал из лагеря, скрывался в селе Басовка Сумского района Сумской области Украинской ССР. Когда в марте 1943 это село было освобождено Красной Армией, Коптилов повторно был призван[8].

К сентябрю 1943 сержант Григорий Коптилов командовал отделением 842-го стрелкового полка 240-й стрелковой дивизии 38-й армии Воронежского фронта. В ночь с 27 на 28 сентября 1943 Коптилов переправился через Днепр в районе села Лютеж Вышгородского района Киевской области Украинской ССР и принял участие в захвате плацдарма на его западном берегу и отражении вражеских контратак.
Указом Президиума Верховного Совета СССР от 13 ноября 1943 года «за мужество и отвагу, проявленные во время форсирования Днепра и удержании плацдарма на правом берегу реки» сержант Григорий Коптилов был удостоен высокого звания Героя Советского Союза с вручением ордена Ленина и медали «Золотая Звезда» за номером 2747.
В июне 1944 Коптилов получил тяжёлое ранение. После окончания войны по состоянию здоровья он был демобилизован. Проживал в Басовке, работал в местном колхозе. Умер 16 марта 2000, похоронен в Басовке.